# Gefangen in der Vergangenheit (Raumschiff Enterprise – Das nächste Jahrhundert)
Gefangen in der Vergangenheit (Originaltitel: Qpid) ist die 20. Folge der vierten Staffel der US-amerikanischen Science-Fiction-Fernsehserie Raumschiff Enterprise – Das nächste Jahrhundert. Sie wurde in den Vereinigten Staaten über Syndication vermarktet und erstmals am 22. April 1991 auf verschiedenen Fernsehsendern ausgestrahlt. In Deutschland war sie zum ersten Mal am 16. März 1994 in einer synchronisierten Fassung auf Sat.1 zu sehen.

## Handlung
Im Jahr 2367 bei Sternzeit 44741.9 fliegt die Enterprise zum Planeten Tagus III. Dort soll an Bord des Schiffs ein Archäologie-Symposium stattfinden. Captain Picard ist nervös, da er die Eröffnungsrede halten soll. Er arbeitet daran bis spät in die Nacht. Als er schließlich zu Bett gehen will, findet er in seinem Quartier eine unerwartete Besucherin vor: Zu den Teilnehmerinnen des Symposiums gehört die Archäologin Vash, die Picard vor einem Jahr im Urlaub auf Risa kennengelernt und mit der er damals eine Affäre hatte. Die beiden verbringen die Nacht miteinander und am nächsten Morgen macht Vash die Bekanntschaft von Schiffsärztin Beverly Crusher, die sie durchs Schiff führt und den anderen Führungsoffizieren vorstellt. Dabei muss Vash enttäuscht feststellen, dass Picard sie seinen Kollegen gegenüber bislang nie erwähnt hat. Zu Rede gestellt versucht er zu erklären, dass es nicht angemessen gewesen wäre, doch Vash glaubt eher, dass ihre Anwesenheit für Picard peinlich sei.
Picard flüchtet sich in seine Arbeit, doch in seinem Bereitschaftsraum wartet schon ein weiterer unerwarteter Gast: das mächtige Wesen Q. Q war vor einem Jahr von den anderen Mitgliedern seiner Spezies verstoßen und seiner Kräfte beraubt worden. In einen Mensch verwandelt verbrachte er damals einige Zeit auf der Enterprise und wurde erst nach einer selbstlosen Tat wieder von seinem Volk aufgenommen. Jetzt hat er das starke Bedürfnis, sich bei Picard und seiner Mannschaft für ihre damalige Hilfe zu bedanken. Picard meint, es wäre mehr als genug Hilfe, wenn er einfach wieder gehen würde. Doch so einfach will Q ihn nicht davonkommen lassen.
Picard besucht Vash, da er einsieht, sich bei ihr entschuldigen zu müssen. Stattdessen geraten sie aber schnell wieder in Streit, da Picard merkt, dass sie vorhat, sich illegal Zugang zu Ruinenstätten auf Tagus III zu verschaffen, um Artefakte zu rauben. Heimlich werden die beiden von Q beobachtet, der Picard später warnt, dass Liebe gefährlich ist. Er bietet Picard an, ihm dabei zu helfen, Vash loszuwerden, was Picard jedoch entschieden ablehnt.
Am nächsten Tag beginnt das Symposium und Picard hält seine Rede. Dabei verwandelt sich auf einmal die Kleidung von ihm und seinen Führungsoffizieren und kurz darauf finden sie sich unvermittelt in einem Wald wieder. Sie stellen fest, dass sie offenbar von Q in eine Scheinwelt versetzt wurden, die dem Sherwood Forest entspricht. Picard nimmt hier die Rolle des Robin Hood ein und seine Offiziere die seiner fröhlichen Gefährten, darunter Little John, Bruder Tuck, Alan-a-Dale und Will Scarlet. Sie werden von einem Trupp Soldaten unter der Führung von Sir Guy von Gisbourne angegriffen, können aber vor ihnen flüchten. Picard beschließt, Qs Spiel nicht mitzuspielen, doch kurz darauf taucht dieser in Gestalt des Sheriffs von Nottingham auf und erklärt, dass Lady Marian die Hinrichtung droht, wenn Robin Hood nicht zu ihrer Rettung eilt. Picard wird klar, dass Vash in die Rolle der Lady Marian versetzt wurde und ihm keine Wahl bleibt, als ihr zu helfen.
Vash findet sich gemeinsam mit einer Dienerin in einem Schloss wieder. Dort macht ihr Sir Guy einen Heiratsantrag, den sie zunächst zurückweist. Als er ihr klarmacht, dass die Alternative ihre Hinrichtung ist, ändert sie ihre Meinung jedoch rasch. Picard schleicht sich unterdessen ins Schloss und als Vash allein in ihrem Zimmer ist, verschafft er sich heimlich Zugang, um mit ihr zu fliehen. Als Vash aber merkt, dass er ganz alleine gekommen ist, hält sie das für keinen guten Plan. Als schließlich Wachen das Zimmer stürmen, nimmt sie Picard mit seinem eigenen Schwert gefangen und schwört, dass sie weiterhin beabsichtigt, Sir Guy zu heiraten. Sie spielt jedoch ein doppeltes Spiel und will ihre Dienerin in der Nacht mit einem Brief losschicken, um Picards Gefährten zu informieren. Allerdings wird sie von Q erwischt, der durchaus von ihr beeindruckt ist, aber dennoch die Wachen alarmiert. Jetzt droht sowohl ihr als auch Picard für den nächsten Morgen die Hinrichtung.
Q will von Picard wissen, ob der mittlerweile eingesehen hat, dass er sich nur wegen der Liebe zu Vash in dieser Situation befindet, doch Picard geht darauf nicht ein und verlangt Vashs Freilassung. Seine Offiziere haben inzwischen von der Gefangennahme erfahren und starten ein Ablenkungsmanöver, durch das Picard dem Henker entkommen kann. Ein Kampf bricht aus, Picard besiegt Sir Guy und kann Vash befreien. Vash konfrontiert Q damit, dass er falsch gelegen hat: Sein Szenario hat gezeigt, dass die Liebe Picard nicht ins Unglück gestürzt hat, sondern ihn seine besten Eigenschaften zeigen ließ. Q hat schließlich ein Einsehen. Er beendet das Spiel und schickt alle zurück auf die Enterprise.
Auf dem Schiff hat Vash allerdings eine Überraschung für Picard: Sie hat sich mit Q darauf geeinigt, mit ihm gemeinsam die Galaxie zu bereisen. Vash gibt Picard einen Abschiedskuss, dann verschwindet sie.

## Verbindungen zu anderen Star-Trek-Produktionen
Gefangen in der Vergangenheit baut einerseits auf dem letzten Zusammentreffen mit Q in Folge 3.13 (Noch einmal Q) und andererseits auf der ersten Begegnung von Picard und Vash in Folge 3.19 (Picard macht Urlaub) von Raumschiff Enterprise – Das nächste Jahrhundert aus dem Jahr 1990 auf.
Einige Elemente aus dieser Folge wurden in späteren Star-Trek-Produktionen wieder aufgegriffen:
- Die Folge 1.07 (“Q” – unerwünscht) von Star Trek: Deep Space Nine aus dem Jahr 1993 erzählt, wie die gemeinsamen Reisen von Q und Vash ausgegangen sind.
- Der Planet Tagus III und sein Sternensystem sind in mehreren Folgen von Star Trek: Discovery, Star Trek: Picard und Star Trek: Strange New Worlds auf Sternenkarten eingezeichnet.
- In der 2020 gestarteten animierten Serie Star Trek: Lower Decks gibt es in mehreren Folgen Anspielungen auf die Figur Robin Hood und Qs Illusion des Sherwood Forest.

## Produktion

### Drehbuch
Die Folge geht zurück auf eine Idee von Randee Russell, der eine Dreiecksbeziehung zwischen Picard, Vash und Q zeigen wollte. Ira Steven Behr machte den Vorschlag, dies mit einer Geschichte aus der britischen mittelalterlichen Sagenwelt zu verbinden. Ursprünglich dachte er dabei an die Artussage, fand dann aber eine Robin-Hood-Geschichte spannender und vielversprechender, auch aufgrund der hohen Popularität des etwa zeitgleich produzierten Spielfilms Robin Hood – König der Diebe.
Die Auswahl der Szenen sowie die Kostüme orientieren sich sehr stark an dem Klassiker Robin Hood – König der Vagabunden von 1938. Weiterhin gibt es Anspielungen auf andere bekannte Filme, etwa Die Braut des Prinzen von 1987 (Der Dialog von Picard und Sir Guy bei ihrem Schwertkampf) oder Ich glaub’, mich tritt ein Pferd von 1978 (Worfs Zerstörung von La Forges Mandoline und anschließende Entschuldigung).

### Darsteller
Picard-Darsteller Patrick Stewart trat später noch einmal in einer Robin-Hood-Produktion auf: 1993 spielte er in der Parodie Robin Hood – Helden in Strumpfhosen Richard Löwenherz. Auch Clive Revill, Darsteller von Sir Guy von Gisbourne, spielte in diesem Film eine kleinere Nebenrolle.
Riker-Darsteller Jonathan Frakes erlitt während der Dreharbeiten eine Verletzung am Auge, als sein Stab von einem Schwert getroffen wurde und zerbrach. Frakes musste daraufhin in ein Krankenhaus gebracht werden.
Jennifer Hetrick hat hier ihren zweiten und letzten Auftritt als Vash in der Serie Raumschiff Enterprise – Das nächste Jahrhundert. Sie spielte die Figur noch einmal in Folge 1.07 (“Q” – unerwünscht) von Star Trek: Deep Space Nine.
Obwohl alle sieben Hauptfiguren der Serie von Q in die Rollen von Robin Hood und seinen fröhlichen Gefährten versetzt werden, werden nur die fünf Männer konkreten Figuren zugeordnet, die beiden Frauen Beverly Crusher (Gates McFadden) und Deanna Troi (Marina Sirtis) hingegen nicht, obwohl noch weitere Gefährten aus dem Sagenkreis um Robin Hood zur Verfügung gestanden hätten. Zudem waren McFadden und Sirtis die einzigen Hauptdarsteller, die Erfahrungen im Fechten hatten. Dennoch blieben die Schwertkampfszenen den männlichen Hauptdarstellern vorbehalten, während McFadden und Sirtis lediglich Töpfe auf den Köpfen von Sir Guys Kriegern zerschlagen durften.

### Drehorte

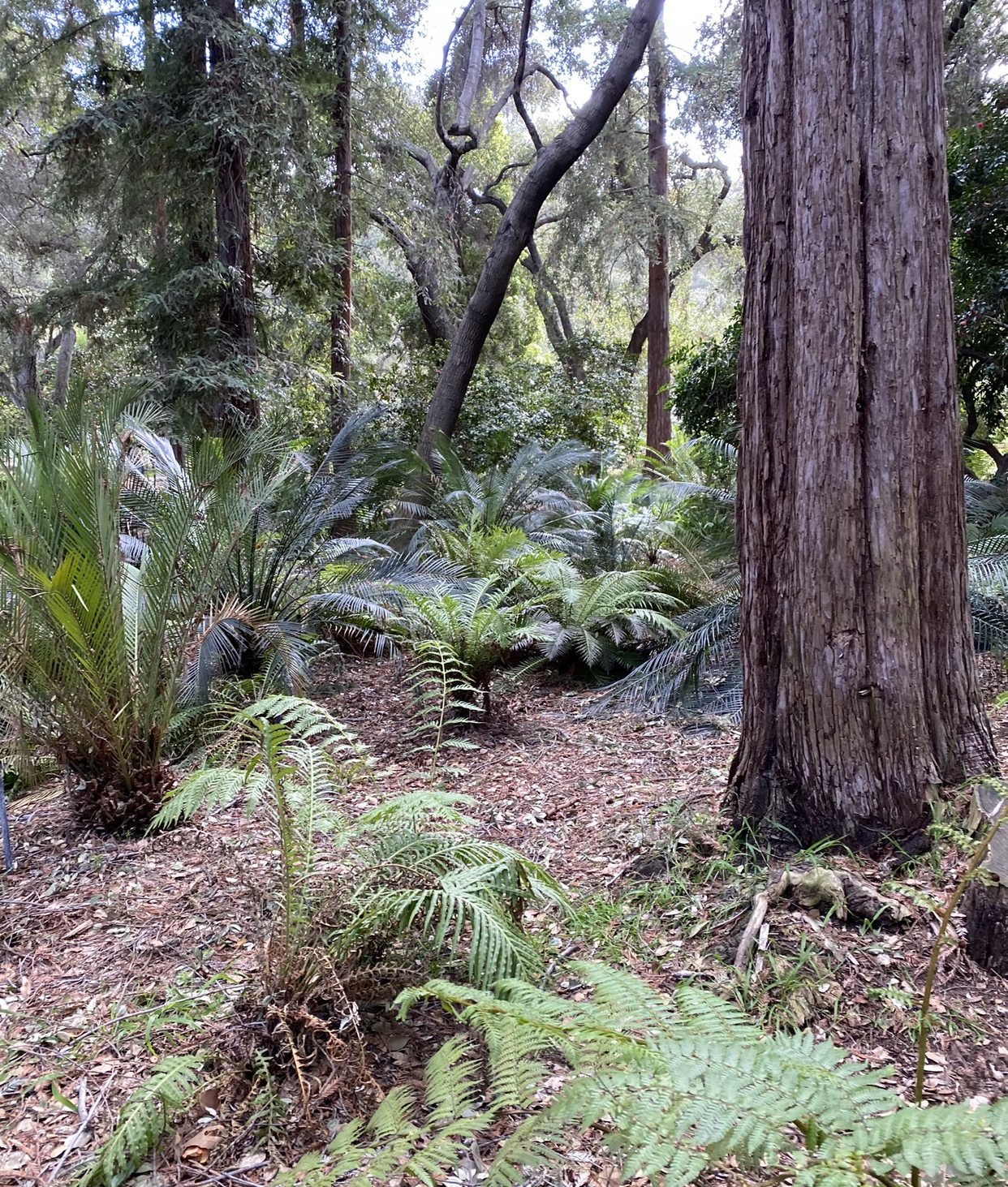
Die Descanso Gardens dienten als Drehort für Sherwood Forest

Als Drehort für den Sherwood Forest dienten die Descanso Gardens, ein botanischer Garten in La Cañada Flintridge, nördlich von Los Angeles. In Folge 2.26 (Der Plan des Dominion) von Star Trek: Deep Space Nine wurden die Descanso Gardens noch einmal als Drehort verwendet – hier für einen Planeten im Gamma-Quadranten.

## Rezeption
Keith DeCandido bewertete Gefangen in der Vergangenheit 2012 auf tor.com als eine durchschnittliche Folge von Raumschiff Enterprise – Das nächste Jahrhundert, die zwar oberflächlich sehr viel Spaß mache, bei genauerem Nachdenken aber erhebliche Schwächen offenbare. So fand DeCandido Qs Lektion äußerst schwach. Er hielt die Folge an einigen Stellen für sehr sexistisch und kritisierte, dass Vash mit so ziemlich allen Männern eine bessere Chemie habe als mit Picard und sich die Beziehung zwischen den beiden im Vergleich zu Picard macht Urlaub überhaupt nicht weiterentwickelt.
Scott Thill bewertete Gefangen in der Vergangenheit 2012 auf wired.com als eine der besten Folgen von Raumschiff Enterprise – Das nächste Jahrhundert.
Ed Gross listete Gefangen in der Vergangenheit 2016 auf empireonline.com in einer Aufstellung der 50 besten bis dahin ausgestrahlten Star-Trek-Folgen auf Platz 50.
Michael Weyer erstellte 2019 für die Website cbr.com eine Liste der 20 lustigsten Star-Trek-Folgen. Gefangen in der Vergangenheit landete hierbei auf Platz 5.
Kayleena Pierce-Bohen führte Gefangen in der Vergangenheit 2019 auf screenrant.com in einer Liste der zehn lustigsten Folgen von Raumschiff Enterprise – Das nächste Jahrhundert auf Platz 8.